# Poříčí nad Sázavou
Pour les articles homonymes, voir Poříčí.
Poříčí nad Sázavou (en allemand : Porschitsch an der Sasau) est une commune du district de Benešov, dans la région de Bohême-Centrale, en République tchèque. Sa population s'élevait à 1 364 habitants en 2020.

## Géographie
Poříčí nad Sázavou est arrosé par la Sázava et se trouve à 5 km au sud de Pyšely, à 7 km au nord de Benešov et à 32 km au sud-est du centre de Prague.
La commune est limitée par Řehenice et Nespeky au nord, par Čerčany au nord-est, par Mrač à l'est, par Benešov au sud, et par Bukovany et Týnec nad Sázavou à l'ouest.

## Histoire
La première mention écrite du village date de 1352.